# 九里街道
九里街道，是中华人民共和国江苏省徐州市鼓楼区下辖的一个乡镇级行政单位。

## 行政区划
九里街道下辖以下地区：
平山口社区、美尔社区、孤山北社区、九里村、孤山村、李屯村、天齐村、刘楼村和拾东村。